# Осредек-при-Крмелю
Осредек-при-Крмелю (словен. Osredek pri Krmelju) — поселення в общині Севниця, Споднєпосавський регіон, Словенія. Висота над рівнем моря: 468,8 м.